# Ève Chiapello
 (février 2021).
Ève Chiapello, née le 2 avril 1965, est une sociologue française.
Elle a pour principaux domaines d'expertise la critique du capitalisme, l'histoire du management, la sociologie des instruments politiques et de gestion ainsi que l'étude critique des catégories économiques et comptables.

## Biographie
Initialement gestionnaire, Ève Chiapello devient progressivement sociologue, s'intéressant aux transformations du capitalisme. Après 23 ans comme membre du corps professoral permanent d'HEC Paris (où elle a co-fondé la majeure Alternative Management), elle est élue en 2012 comme directrice d'étude sur une chaire de « sociologie des transformations du capitalisme » à l'EHESS.
 Elle devient aussi membre du comité de rédaction de la revue Sociologie du travail en 2010.
De 2014 à 2019, elle dirige le Master 2 « Sciences Économiques et Sociales : Institutions, Economie et Société » (EHESS, Paris-Ouest Nanterre). En 2018, elle crée et co-dirige le Master PSL intitulé « Institutions, Organisations, Economie et Société » (EHESS, Université Paris-Dauphine, Mines ParisTech).[réf. nécessaire]

## Thématiques de recherche
Ève Chiapello s'est fait connaître par la publication en 1999 du Nouvel esprit du capitalisme, une histoire récente du capitalisme (de 1968 à 1995) racontée à partir du management et coécrite avec le sociologue Luc Boltanski.[réf. nécessaire]
À partir des années 2010, dans la foulée de l'écriture d'un manuel de recherche Sociologie des outils de gestion faisant le point sur différentes approches possibles pour développer une sociologie attentive aux outils de gestion et aux instruments politiques, Ève Chiapello élabore une « analyse des transformations du capitalisme à partir d’un décryptage des outils de gestion utilisés par les entreprises et des instruments politiques mis en œuvre par des personnes de droit public pour réguler et organiser ce capitalisme ».
Depuis la fin des années 2010, elle s'intéresse au phénomène de financiarisation de notre économie et aux outils qui accompagnent ce phénomène jusqu'au sein des politiques publiques. Elle cherche notamment à documenter la pénétration de tous les secteurs d’activités par des outils « financiarisés », c’est-à-dire « des instruments qui reposent conceptuellement et techniquement sur le corpus techno-scientifique de la finance moderne ».
La particularité du travail d'Ève Chiapello est d'intégrer une connaissance et une compréhension des pratiques, des outils et des logiques du management et de la gestion. La sociologue accorde une grande importance à la compréhension des formats de calcul et de rendu de comptes, permettant de saisir les fondements politiques et moraux de la mesure au sein des organisations capitalistes et au-delà. Elle propose une approche qui associe autant la sociologie des sciences et des techniques, l'économie des conventions et l'épistémologie foucaldienne.

## Publications
- Artistes versus managers. Le management culturel face à la critique artiste, Paris, Éditions Métailié, 1998.
- avec Luc Boltanski, Le Nouvel esprit du capitalisme, Paris, Gallimard, NRF-Essais, 1999.
- (en) avec Annick Bourguignon, The role of criticism in the dynamics of performance evaluation systems, Cergy-Pontoise, Groupe ESSEC, 2003.
- Ève Chiapello et Alain Desrosières, « La Quantification de l'économie et la recherche en sciences sociales : paradoxes, contradictions et omissions. Le cas exemplaire de la positive accounting theory », dans L'Économie des conventions : Méthodes et résultats, La Découverte, 2006 (lire en ligne), p. 297-310
- Ève Chiapello et Patrick Gilbert, Sociologie des outils de gestion - Introduction à l'analyse sociale de l'instrumentation de gestion, Paris, La Découverte, 2013